# Ёхомъёган
Ёхомъёган (устар. Егам-Юган, хант. Ёхәмъюхан — «река в сосновом бору») — река в России, протекает по Белоярскому району Ханты-Мансийского автономного округа. Устье реки находится в 68 км от устья Сорума по левому берегу. Длина реки составляет 86 км, площадь водосборного бассейна — 1120 км².
В реку впадают притоки:
- В 20 км от устья, левый приток Хольненгпухыръёган.
- В 27 км от устья, левый приток Сапъюган.
- В 57 км от устья, левый приток Кальёган.
- В 58 км от устья, правый приток Вон-Хольненгъёхан.

## Данные водного реестра
По данным государственного водного реестра России относится к Нижнеобскому бассейновому округу, водохозяйственный участок реки — Обь от впадения Иртыша до впадения реки Северная Сосьва, речной подбассейн реки — бассейны притока Оби от Иртыша до впадения Северной Сосьвы. Речной бассейн реки — (Нижняя) Обь от впадения Иртыша.